# Sean Murray

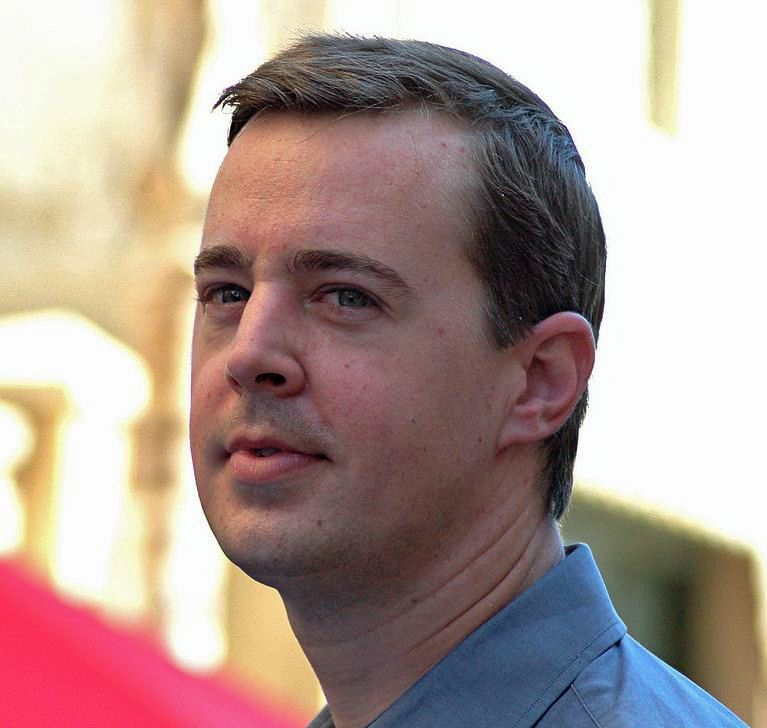
Sean Murray, Oktober 2012

Sean Murray (* 15. November 1977 in Bethesda, Maryland) ist ein US-amerikanisch-australischer Schauspieler.

## Familie
Murrays leiblicher Vater Craig Murray war der Executive Officer der Enterprise, eines Flugzeugträgers der United States Navy. Seine Mutter Vivienne ist seit 1998 mit dem Regisseur und Filmproduzenten Donald P. Bellisario verheiratet, der nun sein Stiefvater ist. Sein Bruder, Chad W. Murray, arbeitet in der Fernsehserie Navy CIS als Post-Produktion-Koordinator. Seine Stiefschwester ist die Schauspielerin Troian Bellisario, die in einigen Folgen von Navy CIS Sarah McGee, spielt, die kleine Schwester von Timothy.
Murray ist seit 2005 verheiratet. Das Ehepaar hat zwei Kinder, eine Tochter (* 2007) und einen Sohn (* 2010).

## Biografie
Sean Murray besuchte die Bonita Vista Junior High (jetzt Bonita Vista Middle) in Chula Vista, Kalifornien.
Seine ersten schauspielerischen Erfahrungen machte Sean Murray im Alter von 14 Jahren in einer TV-Produktion. Es folgten Auftritte im Filmdrama This Boy’s Life neben Leonardo DiCaprio und in dem Jugendfilm Hocus Pocus. Von 1993 bis 1994 spielte er eine Hauptrolle in der Serie Go West.
Seit 2003 gehört er als Special Agent Timothy McGee zur Stammbesetzung der Krimiserie Navy CIS.

## Filmografie (Auswahl)
- 1991: Civil Wars (Fernsehserie, eine Folge)
- 1991: Die Mütter-Mannschaft (Backfield in Motion, Fernsehfilm)
- 1992: Too Romantic (Kurzfilm)
- 1993–1994: Go West (Harts of the West, Fernsehserie, 15 Folgen)
- 1993: Atemlose Flucht (River of Rage: The Taking of Maggie Keene, Fernsehfilm)
- 1993: Hocus Pocus
- 1993: This Boy’s Life
- 1995: Emergency Room – Die Notaufnahme (ER, Fernsehserie, eine Folge)
- 1995: Palm Beach-Duo (Silk Stalkings, Fernsehserie, eine Folge)
- 1995: Tod nach Schulschluß – Eine Lehrerin unter Anklage (Trial by Fire, Fernsehfilm)
- 1996: Lotterie des Schreckens (The Lottery, Fernsehfilm)
- 1996: Verführung einer Minderjährigen (For My Daughter’s Honor, Fernsehfilm)
- 1996: Von Rache besessen (Fall Into Darkness, Fernsehfilm)
- 1997: Mord ohne Erinnerung (The Sleepwalker Killing, Fernsehfilm)
- 1998–2001: JAG – Im Auftrag der Ehre (JAG, Fernsehserie, sechs Folgen)
- 1999: Ein Hauch von Himmel (Touched by an Angel, Fernsehserie, eine Folge)
- 2000: Boston Public (Fernsehserie, eine Folge)
- 2001: Spring Break Lawyer (Fernsehfilm)
- 2002: The Random Years (Fernsehserie, eine Folge)
- seit 2003: Navy CIS (NCIS, Fernsehserie)